# Lalonquette
Lalonquette település Franciaországban, Pyrénées-Atlantiques megyében. Lakosainak száma 251 fő (2022. január 1.). Lalonquette Claracq, Garlède-Mondebat, Miossens-Lanusse és Thèze községekkel határos.

## Népesség
A település népességének változása:
| Lakosok száma | 277  | 282  | 288  | 274  | 269  | 264  | 262  | 257  | 251  |
|               | 2013 | 2015 | 2016 | 2017 | 2018 | 2019 | 2020 | 2021 | 2022 |